# Robert Huber
Robert Huber (født 20. februar 1937) er en tysk biokemiker, der modtog nobelprisen i kemi i 1988 samen med Johann Deisenhofer og Robert Huber for bestemmelsen af den første krystalstruktur i et integralt membranprotein, et membranbundent kompleks af proteiner og cofaktorer der er essentielle i fotosyntese og sin efterfølgende anvendelse af krystallografi til at kaste lys over proteinets struktur.